# دانشگاه خاتم النبیین
دانشگاه خاتم النبیین یک دانشگاه خصوصی است که در سال ۱۳۸۵ هجری شمسی توسط آیت الله محسنی در شهر کابل افغانستان تأسیس شده‌است.
مالکان و صاحبان امتیاز این دانشگاه محمد جواد محسنی نوه مؤسس و سید عبوالقیوم سجادی می‌باشد.
دانشگاه خاتم‌النبیین با مأموریت تربیت کادر متعهد، متخصص و خدمت‌گذار و انکشاف علمی کشور افغانستان متناسب با معیارهای ملی و بین‌المللی احداث شده‌است.
این دانشگاه در شانزده رشته در مقاطع کارشناسی و کارشناسی ارشد فعالیت دارد. 
دکتر سیدعبدالقیوم سجادی رئیس، دکتر عبدالکریم اسکندری معاون علمی، علی شاه حسنی معاون اداری-مالی، روح الله صادقی معاون امور محصلان، محمد عقیل متین محسنی آمر امور محصلان و موسی خان صدر افضلی مدیر فارغ التحصیلان به عنوان مهم ترین مسئولین این دانشگاه می باشند.
- ه‌های افغانستان